# حاجة عثمان بله
أول كابتن طيار سودانيه هي ليست حاجه عثمان بل اوفيليا يوسف عبد الجليل درست في الولايات المتحده الامريكيه وحصلت على الرخصة منذ العام 1995

## حاجة عثمان بله
أول كابتن طيران سودانية تحلق في فضاء العالمية
مثلما برعت المرأة السودانية في كثير من المجالات التي تعتبر حكراً على الرجال امتدت براعتها إلى مجالات شاقة صعبة مثل الطيران  وتعتبر “حاجة عثمان” كأول امرأة (سودانيه) تقود طائرة وتحلق بها في السماء.

## المراحل التعليمية
بدأت بدراسة الطب بجامعة دمشق، فجمعت بين الطب والطيران، لكن دراسة الطيران همها الأول والمختلف عن أحلام الفتيات من جيلها، وبعد إعلانها عن رغبتها في دراسة الطيران اتجهت لأكاديمية هاي ليفل بالخرطوم المختصة في علوم الطيران، حازت على رخصة من الاكاديمية الملكية الأردنية للطيران في عام 2010، وحازت أيضا على رخصة الطيران التجاري ليصبح من حقها أن تلزم الركاب وطاقم الرحلة بربط الأحزمة إيذانا بالإقلاع.
وبذلك انضمت “الحاجة عثمان” إلى قائمة (94) من سيدات قيادة الطائرات عالمياً، وأصبحت اسماً يحلق في سماء نجاحات المرأة السودانية.
وحازت حاجة عثمان على شهادة الطيران الدولية من جنوب إفريقيا بعد دورات تدريب والسولو (التدريب المنفرد) استغرقت فيها حوالي 150 ساعة من التحليق، ثم التحقت بمنظمة نساء في الطيران.
بدأت كابتن “حاجة” دراسة الطيران في العام 2008م.

## المراحل العملية
عملت بشركة تاركو كأول امرأة سودانية تقود طائرة وتحقق هذا الإنجاز، وتقول إنها سعيدة بعملها وتهوى قيادة الطيران، وتشعر بسعادة غامرة حينما تحلق في الصباح الباكر.